# یوان فولی
یوان فولی (انگلیسی: Yoann Folly؛ زادهٔ ۶ ژوئن ۱۹۸۵) بازیکن فوتبال اهل فرانسه است.
از باشگاه‌هایی که در آن بازی کرده‌است می‌توان به باشگاه فوتبال پلیموث آرگیل، باشگاه فوتبال ناتینگهام فارست، باشگاه فوتبال پرستون نورث اند، باشگاه فوتبال ساوت‌همپتون، باشگاه فوتبال آبردین، باشگاه فوتبال داگنم و ردبریج، باشگاه فوتبال شفیلد ونزدی، و باشگاه فوتبال سن-اتین اشاره کرد.
وی همچنین در تیم‌های ملی فوتبال زیر ۲۱ سال فرانسه و توگو بازی کرده‌است.